# Bugeinzel bei Tennersreuth
Bugeinzel bei Tennersreuth ist ein Gemeindeteil der Marktes Stammbach im Landkreis Hof (Oberfranken, Bayern). Bugeinzel bei Tennersreuth liegt in der Gemarkung Fleisnitz.

## Geografie
Westlich der Einöde grenzt das Buger Holz an. Ein Wirtschaftsweg führt zu einer Gemeindeverbindungsstraße, die südöstlich nach Oberbuch bzw. nordwestlich die Bahnstrecke Bamberg–Hof unterquerend und an Hinterbug vorbei zur Kreisstraße HO 22 verläuft.

## Geschichte
Gegen Ende des 18. Jahrhunderts bestand Bugeinzel aus zwei Anwesen (1 Gütlein, 1 Tropfhaus). Die Hochgerichtsbarkeit stand dem bayreuthischen Vogteiamt Stammbach zu. Das bayreuthische Verwaltungsamt Streitau war Grundherr der beiden Anwesen.
Von 1797 bis 1810 unterstand Bugeinzel dem Justiz- und Kammeramt Gefrees. Infolge des Ersten Gemeindeedikts wurde Bugeinzel bei Tennersreuth dem 1812 gebildeten Steuerdistrikt Streitau und der zugleich entstandenen Ruralgemeinde Fleisnitz zugewiesen. 1938 erfolgte die Eingemeindung nach Stammbach.

### Einwohnerentwicklung
| Jahr      | 1812  | 1861  | 1871   | 1885   | 1900   | 1925   | 1950   | 1961   | 1970   | 1987  |
| Einwohner |       | 9     | 17     | 13     | 10     | 9      | 13     | 15     | 12     | 1     |
| Häuser    | 2     |       |        | 2      | 2      | 2      | 2      | 2      |        | 1     |
| Quelle    | [ 6 ] | [ 9 ] | [ 10 ] | [ 11 ] | [ 12 ] | [ 13 ] | [ 14 ] | [ 15 ] | [ 16 ] | [ 1 ] |

## Religion
Bugeinzel bei Tennersreuth ist evangelisch-lutherisch geprägt und bis heute nach St. Maria (Stammbach) gepfarrt.